# Oligoxystre auratum
Oligoxystre auratum är en spindelart som beskrevs av Jehan Vellard 1924. Oligoxystre auratum ingår i släktet Oligoxystre och familjen fågelspindlar. Inga underarter finns listade i Catalogue of Life.